# Мері Вінчестер
Мері Сандра Вінчестер (англ. Mary Winchester) (уроджена Кемпбелл) — вигаданий персонаж американського містичного серіалу Надприродне, створеного компанією Warner Brothers, дружина Джона Вінчестера, мати Сема і Діна Вінчестерів.

## Біографія
Мері Сандра Кемпбелл народилася 5 грудня 1954 року в родині Семюеля і Діани Кемпбелл. Її батько їздив по країні, і Мері разом з ним, поки вони не осіли в Лоуренсі, штат Канзас, В юності для захисту (і, одночасно, як прикрасу) вона носила браслет з різними символами, серед яких були унікурсальна гексаграма, розп'яття і пентаграма. 23 березня 1973 року Мері пішла в кіно на «Бійню № 5». Їй сподобався фільм, а на виході вона збила морського піхотинця. Дівчина зніяковіла, а молодий хлопець посміявся і сказав, що вона повинна йому чашку кави. Вони пішли в кафе Малруні, і там виявилося, що Джон Вінчестер знає напам'ять всі пісні Led Zeppelin. Попри те, що Мері була впевнена, що її батькові не сподобалася б її дружба з Джоном, вона продовжила спілкування з хлопцем. 2 травня 1973 року її батьки і коханий були вбиті Азазелем, і щоб повернути Джона вона уклала угоду, дозволивши Жовтоокому прийти в її будинок через десять років. Після смерті батьків Мері практично відійшла від полювання, але продовжувала відстежувати незавершені справи, щоб по можливості їх завершити. 19 серпня 1975 року вони з Джоном одружилися. У них народилося двоє дітей: Дін Вінчестер (24 січня 1979 роки) і Сем Вінчестер (2 травня 1983 року). Не доживши до 29 років трохи більше місяця, була убита Азазель в кімнаті молодшого сина. Залишилася жити в своєму будинку в Лоуренсі як примара. Відомо, що крім батьків у Мері було ще кілька родичів і друзів, які були вбиті демонами. Серед них були її дядько Роберт Кемпбелл і Ед Кемпбелл. Була відроджена Амарою в 2016 році.

## Характеристика

### Зовнішність
Зовні Мері більше схожа на матір Діану: вона середнього зросту, світловолоса, блакитноока і з атлетичною статурою.

### Особистість
Оскільки Мері народилася в сім'ї мисливців, ця професія передалася їй у спадок, незалежно від її вибору, і вплинула на її характер. Як і її батько Семюель, вона сильна, цілеспрямована, добре вміє битися, багато знає про надприродне, вміє працювати з людьми і швидко вчиться. Крім того, як з діда-прадіда борець з нечистю, вона має сильні інстинкти мисливця. Але, оскільки не вона вибирала свою долю, їй не подобалася полювання, і більше всього на світі вона хотіла жити нормальним життям. Дана їй риса передалася Сему. Подібно своєму чоловікові і синам, Мері готова пожертвувати своїм життям заради будь-якого зі своїх близьких. Після воскресіння Мері перебуває в депресивному стані, оскільки всі, кого вона знала раніше, мертві, знайомий їй світ сильно змінився, а її діти стали мисливцями. Вона вважає, що її рішення в 1973 році (угода з Азазель) підштовхнуло Джона, Діна і Сема на шлях боротьби з монстрами, не знаючи, що це не було її провиною і сталося б все одно. Після втечі з секретної в'язниці Сема і Діна, Мері погоджується співпрацювати з Британськими освіченими, хоча їх минулі дії (викрадення та катування Сема) не додавали їм довіри, в надії на те, що це буде на благо, не здогадуючись про їх справжні мотиви . В результаті Мері пройшла той же шлях, що і її діти раніше: співпраця з противниками заради благих цілей і гірке розчарування в результаті.

## Цікаві факти
- Мері народилася в один рік зі своїм чоловіком Джоном.
- Мері шоста з сім'ї Вінчестерів і Кемпбеллів, хто повернувся з мертвих.
- Спочатку Джон і Мері недолюблювали один одного, але, так як їх союз був вигідний для Небес, вони закохалися, завдяки втручанню Купідона.
- Інтерес Мері до Джона виріс, коли вона дізналася, що він вивчив всі пісні Led Zeppelin напам'ять.
- Після воскресіння стиль одягу Мері став схожий зі стилем синів.